# Xiang’an
Xiang’an (chinesisch 翔安区, Pinyin Xiáng’ān Qū) ist ein chinesischer Stadtbezirk in der Provinz Fujian. Er gehört zum Verwaltungsgebiet der Unterprovinzstadt Xiamen. Xiang’an hat eine Fläche von 435,1 km² und zählt 578.255 Einwohner (Stand: 2020).

## Administrative Gliederung
Auf Gemeindeebene setzt sich der Stadtbezirk aus einem Straßenviertel und vier Großgemeinden zusammen. 